# Amastra pellucida
Amastra pellucida foi uma espécie de gastrópodes da família Amastridae.
Foi endémica dos Estados Unidos da América.